# Dinéault
Dinéault (tiếng Breton: Dineol) là một xã của tỉnh Finistère, thuộc vùng Bretagne, miền tây bắc Pháp.

## Dân số
Người dân ở Dinéault được gọi là Dinéaultais.